# Lupazzano
Lupazzano è una frazione del comune di Neviano degli Arduini, in provincia di Parma.
La località dista 3,47 km dal capoluogo.

## Geografia fisica
Lupazzano sorge alla quota di 521 m s.l.m., sul crinale che separa la Val d'Enza dalla Val Parma.

## Storia
La zona di Lupazzano risultava probabilmente abitata già durante l'età del bronzo; risalgono infatti al VI e al V secolo a.C. alcuni reperti rinvenuti sul colle riconducibili a un insediamento etrusco.
Il borgo fu fondato in epoca altomedievale; la più antica testimonianza della sua esistenza risale al 20 novembre 995, quando Lavaciano fu citata in un atto di donazione di alcune terre da parte del vescovo Sigifredo II al Capitolo della Cattedrale di Parma.
Nel 1063 gli Attoni di Antesica donarono il territorio di Lupazzano, con la cappella, al monastero di San Prospero di Reggio.
Il 13 febbraio 1137 l'imperatore del Sacro Romano Impero Lotario II di Supplimburgo confermò al monastero di San Prospero i diritti su Luvazzano.
Nel 1441 il duca di Milano Filippo Maria Visconti assegnò i feudi di Neviano, Ranzano, Pratopiano, Campora, Vezzano, Castelmozzano, San Martino di Mozzano, Urzano e Lupazzano a Paganino e Giorgio da Palù; tuttavia, l'anno seguente Giorgio non riuscì a versare la somma dovuta e l'investitura fu revocata. Il Duca incaricò il podestà di Parma Oldrado Lampugnani di governare i feudi per suo conto.
Nel 1452 il territorio di Neviano fu assegnato dall'imperatore del Sacro Romano Impero Federico III d'Asburgo ai da Correggio.
Nei primi anni del XVII secolo una frana travolse e sommerse l'abitato di Torrione, distruggendo anche la chiesa medievale, che fu ricostruita nel secolo successivo nel campo di San Rocco.
Nel 1660 il duca di Parma Ranuccio II Farnese assegnò il feudo agli Scoffoni, ai quali succedette otto anni dopo il marchese Giuseppe Verugoli. In seguito di Neviano fu investito il conte Francesco Terzi, alla cui morte nel 1759 la Camera Ducale tornò in possesso del feudo. Nel 1763 la contea fu elevata a marchesato e fu acquistata da Troilo Venturi, futuro ministro ducale, che nel 1775 la permutò col feudo di Tizzano Val Parma del marchese Luigi Liberati Del Pozzo; quest'ultimo mantenne i diritti sulla zona fino alla loro abolizione sancita dai decreti napoleonici del 1805.

## Monumenti e luoghi d'interesse

### Chiesa di San Michele Arcangelo

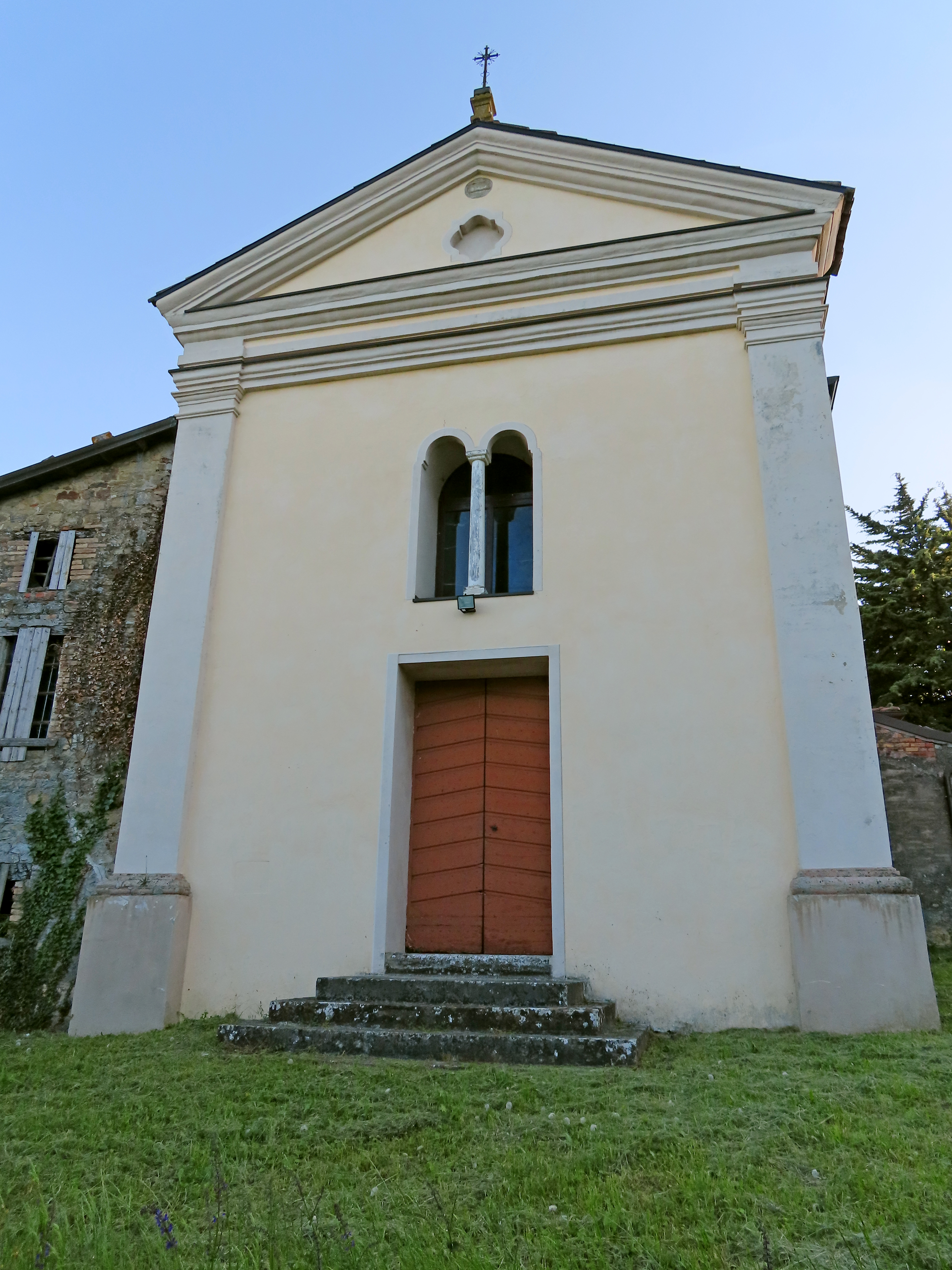
Chiesa di San Michele Arcangelo

Menzionata per la prima volta nel 1063, la cappella originaria fu donata, insieme al territorio di Lupazzano, dagli Attoni di Antesica al monastero di San Prospero di Reggio, che ne mantenne il possesso fino al 1556; elevata nel 1564 a sede parrocchiale autonoma, fu distrutta da una frana negli anni seguenti; riedificata in forme barocche nel campo di San Rocco tra l'inizio del XVII secolo e il 1694, nel 1744 fu affiancata dal campanile; affrescata internamente nel 1946, fu danneggiata dai terremoti del 1983 e 2008 e successivamente rinforzata strutturalmente e restaurata. L'edificio, sviluppato su una pianta a navata unica affiancata da una cappella per parte, presenta una facciata a capanna delimitata da due lesene doriche e coronata da un frontone triangolare; gli interni accolgono alcune opere di pregio, tra cui la pala d'altare.

## Geografia antropica
La frazione risulta composta da cinque principali nuclei abitati distinti: Altavilla, Lupazzano, Villanova, Le Mole e I Boschi.